# Generaliserad hypergeometrisk funktion
Inom matematiken är en generaliserad hypergeometrisk serie en potensserie där kvoten av två konsekutiva koefficienter är en rationell funktion. Om serien konvergerar definierar den en generaliserad hypergeometrisk funktion. Många speciella funktioner kan skrivas som specialfall av generaliserade hypergeometriska funktionen. 

## Definition
Definiera Pochhammersymbolen:
{\displaystyle {\begin{aligned}(a)_{0}&=1,\\(a)_{n}&=a(a+1)(a+2)...(a+n-1),&&n\geq 1.\end{aligned}}}
Då definieras generaliserade hypergeometriska funktionen som
{\displaystyle \,{}_{p}F_{q}(a_{1},\ldots ,a_{p};b_{1},\ldots ,b_{q};z)=\sum _{n=0}^{\infty }{\frac {(a_{1})_{n}\dots (a_{p})_{n}}{(b_{1})_{n}\dots (b_{q})_{n}}}\,{\frac {z^{n}}{n!}}.}

## Specialfall
- Dilogaritmen:

{\displaystyle \operatorname {Li} _{2}(x)=\sum _{n>0}\,{x^{n}}{n^{-2}}=x\;{}_{3}F_{2}(1,1,1;2,2;x)}
- Hahnpolynom:

{\displaystyle Q_{n}(x;a,b,N)={}_{3}F_{2}(-n,-x,n+a+b+1;a+1,-N+1;1)\ }
- Wilsonpolynom:

{\displaystyle p_{n}(t^{2})=(a+b)_{n}(a+c)_{n}(a+d)_{n}\;{}_{4}F_{3}\left({\begin{matrix}-n&a+b+c+d+n-1&a-t&a+t\\a+b&a+c&a+d\end{matrix}};1\right)}
- Laguerrepolynom

{\displaystyle L_{n}^{(\alpha )}(x)={\frac {(\alpha +1)_{n}}{n!}}\,_{1}F_{1}(-n,\alpha +1,x)}
- Besselfunktionen:

{\displaystyle J_{\alpha }(x)={\frac {({\tfrac {x}{2}})^{\alpha }}{\Gamma (\alpha +1)}}{}_{0}F_{1}\left(;\alpha +1;-{\tfrac {1}{4}}x^{2}\right).}

### Serien1F0
Denna serie kan skrivas i sluten form som
{\displaystyle {}_{1}F_{0}(a;;z)=(1-z)^{-a}.}
Differentialekvationen för denna funktion är 
{\displaystyle {\frac {d}{dz}}w=\left(z{\frac {d}{dz}}+a\right)w,}
eller
{\displaystyle (1-z){\frac {dw}{dz}}=aw}
vars alla lösningar ges av
{\displaystyle w=k(1-z)^{-a}}
där k är en konstant.

### Serien0F1
Funktioner av formen {\displaystyle {}_{0}F_{1}(;a;z)} är relaterade till Besselfunktioner enligt formeln
{\displaystyle J_{\alpha }(x)={\frac {({\tfrac {x}{2}})^{\alpha }}{\Gamma (\alpha +1)}}{}_{0}F_{1}\left(;\alpha +1;-{\tfrac {1}{4}}x^{2}\right).}
Differentialekvationen för denna funktion är
{\displaystyle w=\left(z{\frac {d}{dz}}+a\right){\frac {dw}{dz}}}
eller
{\displaystyle z{\frac {d^{2}w}{dz^{2}}}+a{\frac {dw}{dz}}-w=0.}

### Serien2F0
Denna serie förekommer i samband med exponentiella integralen Ei(z).

### Serien3F1
Denna serie förekommer i teorin för Besselfunktioner. Den kan användas till att beräkna värden på Besselfunktioner med stora argument.

## Egenskaper

### Eulers integraltransformation
Följande identitet är väldigt användbar:
{\displaystyle {}_{A+1}F_{B+1}\left[{\begin{array}{c}a_{1},\ldots ,a_{A},c\\b_{1},\ldots ,b_{B},d\end{array}};z\right]={\frac {\Gamma (d)}{\Gamma (c)\Gamma (d-c)}}\int _{0}^{1}t^{c-1}(1-t)_{}^{d-c-1}\ {}_{A}F_{B}\left[{\begin{array}{c}a_{1},\ldots ,a_{A}\\b_{1},\ldots ,b_{B}\end{array}};tz\right]dt.}

### Differentiering
Generaliserade hypergeometriska funktionen satisfierar
{\displaystyle {\begin{aligned}\left(z{\frac {\rm {d}}{{\rm {d}}z}}+a_{j}\right){}_{p}F_{q}\left[{\begin{array}{c}a_{1},\dots ,a_{j},\dots ,a_{p}\\b_{1},\dots ,b_{q}\end{array}};z\right]&=a_{j}\;{}_{p}F_{q}\left[{\begin{array}{c}a_{1},\dots ,a_{j}+1,\dots ,a_{p}\\b_{1},\dots ,b_{q}\end{array}};z\right]\\\left(z{\frac {\rm {d}}{{\rm {d}}z}}+b_{k}-1\right){}_{p}F_{q}\left[{\begin{array}{c}a_{1},\dots ,a_{p}\\b_{1},\dots ,b_{k},\dots ,b_{q}\end{array}};z\right]&=(b_{k}-1)\;{}_{p}F_{q}\left[{\begin{array}{c}a_{1},\dots ,a_{p}\\b_{1},\dots ,b_{k}-1,\dots ,b_{q}\end{array}};z\right]\\{\frac {\rm {d}}{{\rm {d}}z}}\;{}_{p}F_{q}\left[{\begin{array}{c}a_{1},\dots ,a_{p}\\b_{1},\dots ,b_{q}\end{array}};z\right]&={\frac {\prod _{i=1}^{p}a_{i}}{\prod _{j=1}^{q}b_{j}}}\;{}_{p}F_{q}\left[{\begin{array}{c}a_{1}+1,\dots ,a_{p}+1\\b_{1}+1,\dots ,b_{q}+1\end{array}};z\right]\end{aligned}}}
Genom att kombinera dessa får man följande differentialekvation satisfierad av w = pFq:
{\displaystyle z\prod _{n=1}^{p}\left(z{\frac {\rm {d}}{{\rm {d}}z}}+a_{n}\right)w=z{\frac {\rm {d}}{{\rm {d}}z}}\prod _{n=1}^{q}\left(z{\frac {\rm {d}}{{\rm {d}}z}}+b_{n}-1\right)w.}

## Identiteter

### Saalschützs sats
{\displaystyle {}_{3}F_{2}(a,b,-n;c,1+a+b-c-n;1)={\frac {(c-a)_{n}(c-b)_{n}}{(c)_{n}(c-a-b)_{n}}}}

### Dixons identitet
Dixons identitet ger summan av en viss 3F2-serie vid z=1:
{\displaystyle {}_{3}F_{2}(a,b,c;1+a-b,1+a-c;1)={\frac {\Gamma (1+{\frac {a}{2}})\Gamma (1+{\frac {a}{2}}-b-c)\Gamma (1+a-b)\Gamma (1+a-c)}{\Gamma (1+a)\Gamma (1+a-b-c)\Gamma (1+{\frac {a}{2}}-b)\Gamma (1+{\frac {a}{2}}-c)}}.}

### Dougalls formel
Dougalls formel är formeln 
{\displaystyle {\begin{aligned}{}_{7}F_{6}&\left({\begin{matrix}a&1+{\frac {a}{2}}&b&c&d&e&-m\\&{\frac {a}{2}}&1+a-b&1+a-c&1+a-d&1+a-e&1+a+m\\\end{matrix}};1\right)=\\&={\frac {(1+a)_{m}(1+a-b-c)_{m}(1+a-c-d)_{m}(1+a-b-d)_{m}}{(1+a-b)_{m}(1+a-c)_{m}(1+a-d)_{m}(1+a-b-c-d)_{m}}}\end{aligned}}}
där m inte är ett icke-negativt heltal och
{\displaystyle 1+2a=b+c+d+e-m.}
Många andra formler för speciella värden av hypergeometriska funktioner kan fås som specialfall av Dougalls formel. 

### Generaliseringar av Kummers transformationer och identiteter för2F2
Identitet 1.
{\displaystyle e^{-x}\;{}_{2}F_{2}(a,1+d;c,d;x)={}_{2}F_{2}(c-a-1,f+1;c,f;-x)}
där
{\displaystyle f={\frac {d(a-c+1)}{a-d}}.}
Identitet 2.
{\displaystyle e^{-{\frac {x}{2}}}\,{}_{2}F_{2}\left(a,1+b;2a+1,b;x\right)={}_{0}F_{1}\left(;a+{\tfrac {1}{2}};{\tfrac {x^{2}}{16}}\right)-{\frac {x\left(1-{\tfrac {2a}{b}}\right)}{2(2a+1)}}\;{}_{0}F_{1}\left(;a+{\tfrac {3}{2}};{\tfrac {x^{2}}{16}}\right)}
som relaterar Besselfunktioner till 2F2; det här reducerar sig till Kummers andra formel för b = 2a:
Identitet 3.
{\displaystyle e^{-{\frac {x}{2}}}\,{}_{1}F_{1}(a,2a,x)={}_{0}F_{1}\left(;a+{\tfrac {1}{2}};{\tfrac {x^{2}}{16}}\right)}.
Identitet 4.
{\displaystyle {\begin{aligned}{}_{2}F_{2}(a,b;c,d;x)=&\sum _{i=0}{\frac {{b-d \choose i}{a+i-1 \choose i}}{{c+i-1 \choose i}{d+i-1 \choose i}}}\;{}_{1}F_{1}(a+i;c+i;x){\frac {x^{i}}{i!}}\\=&e^{x}\sum _{i=0}{\frac {{b-d \choose i}{a+i-1 \choose i}}{{c+i-1 \choose i}{d+i-1 \choose i}}}\;{}_{1}F_{1}(c-a;c+i;-x){\frac {x^{i}}{i!}}\end{aligned}}}
som är en ändlig summa om b-d är ett icke-negativt heltal.

### Kummers relation
Kummers relation är
{\displaystyle {}_{2}F_{1}\left(2a,2b;a+b+{\tfrac {1}{2}};x\right)={}_{2}F_{1}\left(a,b;a+b+{\tfrac {1}{2}};4x(1-x)\right).}

### Clausens formel
Clausens formel
{\displaystyle {}_{3}F_{2}(2c-2s-1,2s,c-{\tfrac {1}{2}};2c-1,c;x)=\,{}_{2}F_{1}(c-s-{\tfrac {1}{2}},s;c;x)^{2}}
användes av de Branges till att bevisa Bieberbachförmodan.

## Generaliseringar
Bilaterala hypergeometriska serier är en generalisering av hypergeometriska serier där summan är över alla heltal, inte bara de positiva.
Fox–Wrights funktion är en generalisering av generaliserade hypergeometriska funktionen där Pochhammersymbolerna i serien ersätts med gammafunktioner av linjära polynom av n.